# Rostraal
Rostraal (Latijn: rostrum, neusspiegel) is bij dieren de plaatsaanduiding van een lichaamsonderdeel aan de voorzijde. Een lichaamsonderdeel ligt rostraal wanneer de plaats ervan op het hoofd aan de kant van de neus ligt. Dit in tegenstelling tot occipitaal, de achterkant van het hoofd. Dit zijn dus elkaars tegengestelden, zoals craniaal en caudaal.
superior · inferior · anterior · posterior 

craniaal · rostraal · caudaal 

proximaal · distaal 

ventraal · dorsaal · lateraal · mediaal
coronaal · sagittaal · mediaan · transversaal 

nasaal · temporaal · occipitaal 

contralateraal · ipsilateraal · bilateraal · unilateraal 

afferent · efferent